# Le Détour
Pour les articles homonymes, voir Saturday Night et Détour.
Pour plus de détails, voir Fiche technique et Distribution.
Le Détour (titre original : Saturday Night) est une comédie dramatique réalisée par Cecil B. DeMille sortie en 1922 et mettant en scène Leatrice Joy, Conrad Nagel, Edith Roberts et Jack Mower. Elle remporta un gros succès.

## Synopsis
Les riches Iris Van Suydam (Leatrice Joy) et Richard Prentiss (Conrad Nagel) sont sur le point d'annoncer leurs fiançailles. Mais le sort, en la personne d'une femme de ménage qui nettoie l'escalier de service, en a décidé autrement : la blanchisseuse (Edith Roberts) tombe dans l'escalier principal et Richard la raccompagne chez elle. Piquée, Iris part se promener en voiture avec son chauffeur (Jack Mower). Celui-ci lui sauve la vie lors d'un spectaculaire accident et ils tombent amoureux. Iris épouse donc son chauffeur et Richard sa blanchisseuse.
Les deux couples sont mal assortis et les deux femmes souffrent dans leur nouveau milieu : chewing-gum et bain hebdomadaire, contre cigarette et bain quotidien. Mais la situation va se dénouer un samedi soir particulièrement riche en événements dramatiques.

## Fiche technique
- Titre original : Saturday Night
- Titre français : Le Détour
- Réalisation : Cecil B. DeMille
- Scénario : Jeanie Macpherson
- Photographie : Karl Struss et Alvin Wyckoff
- Montage : Anne Bauchens
- Producteur : Cecil B. DeMille
- Société de production : Famous Players-Lasky Corporation
- Société de distribution : Paramount Pictures
- Pays de production :  États-Unis
- Langue : film muet avec les intertitres en anglais
- Tournage : du 26 septembre 1921 au 2 janvier 1922
- Format : Noir et blanc — 35 mm — 1,33:1 — Muet
- Genre : Comédie dramatique
- Durée : 103 minutes (1 h 43)
- Date de sortie : 
  - États-Unis : 29 janvier 1922

## Distribution
- Leatrice Joy - Iris Van Suydam
- Conrad Nagel - Richard Prentiss
- Edith Roberts - Shamrock O'Day, blanchisseuse
- Jack Mower - Tom McGuire, chauffeur
- Julia Faye - Elsie Prentiss, sœur de Richard
- Edythe Chapman - Mme Prentiss, mère de Richard
- Theodore Roberts - l'oncle d'Iris
- Sylvia Ashton - Mme O'Day, mère de Shamrock
- John Davidson - Comte Demitry Scardoff
- James Neill - Tompkins, le majordome
- Winter Hall - le professeur d'astronomie
- Lillian Leighton - Mme Ferguson

Acteurs non crédités
- William Boyd
- Viora Daniel